# Anthurium rotundatum
Anthurium rotundatum är en kallaväxtart som beskrevs av Thomas Bernard Croat och Carlsen. Anthurium rotundatum ingår i släktet Anthurium och familjen kallaväxter. Inga underarter finns listade.